# Liste des beffrois du Nord-Pas-de-Calais
La région Nord-Pas-de-Calais comporte plusieurs beffrois.
Dix-sept sont inscrits dans les Beffrois de Belgique et de France. Le beffroi le plus haut est celui de la mairie de Lille, avec une hauteur totale de 104 mètres. Cette hauteur lui confère la caractéristique d'être le plus haut beffroi du Nord de l'Europe.

## Représentation
Selon un sondage réalisé en 2011, pour le journal quotidien local La Voix du Nord, les beffrois représentent à 34 % le symbole ultime de la région Nord-Pas-de-Calais. Classés à 41 % lors du sondage de 2008, les beffrois sont à égalité en 2011 par les moules-frites qui avait 35 % au sondage auparavant.
Par ailleurs, le beffroi sur le logo du Nord-Pas-de-Calais est le beffroi de Béthune selon la commune de Béthune.

## Liste des beffrois

### Liste des beffrois actuels
| Beffroi                                            | Commune                | Département   | Coordonnées                     | Label                                                                                      | Illustration |
| -------------------------------------------------- | ---------------------- | ------------- | ------------------------------- | ------------------------------------------------------------------------------------------ | ------------ |
| Beffroi d'Aire-sur-la-Lys                          | Aire-sur-la-Lys        | Pas-de-Calais | 50° 38′ 18″ N, 2° 23′ 45″ E     | Beffrois de Belgique et de France Monument historique                                      |              |
| Beffroi d'Armentières                              | Armentières            | Nord          | 50° 41′ 12″ N, 2° 52′ 57″ E     | Beffrois de Belgique et de France Monument historique                                      |              |
| Beffroi d'Arras                                    | Arras                  | Pas-de-Calais | 50° 17′ 28″ N, 2° 46′ 37″ E     | Beffrois de Belgique et de France Monument historique Monument préféré des Français (2015) |              |
| Beffroi de Bailleul                                | Bailleul               | Nord          | 50° 44′ 05″ N, 2° 44′ 04″ E     | Beffrois de Belgique et de France Monument historique                                      |              |
| Beffroi de Bergues                                 | Bergues                | Nord          | 2° 26′ 00″ N, 50° 58′ 00″ E     | Beffrois de Belgique et de France Monument historique                                      |              |
| Beffroi de Béthune                                 | Béthune                | Pas-de-Calais | 50° 31′ 51″ N, 2° 38′ 19″ E     | Beffrois de Belgique et de France Monument historique Loto du patrimoine (2019)            |              |
| Beffroi de Boulogne-sur-Mer                        | Boulogne-sur-Mer       | Pas-de-Calais | 50° 43′ 30″ N, 1° 36′ 47″ E     | Beffrois de Belgique et de France Monument historique                                      |              |
| Beffroi de l'hôtel de ville de Calais              | Calais                 | Pas-de-Calais | 50° 57′ 09″ N, 1° 51′ 19″ E     | Beffrois de Belgique et de France Monument historique                                      |              |
| Beffroi de Cambrai                                 | Cambrai                | Nord          | 50° 10′ 27″ N, 3° 13′ 55″ E     | Beffrois de Belgique et de France Monument historique                                      |              |
| Beffroi du Cateau-Cambrésis                        | Le Cateau-Cambrésis    | Nord          | 50° 06′ 20″ N, 3° 32′ 34″ E     |                                                                                            |              |
| Beffroi de Condé-sur-l'Escaut                      | Condé-sur-l'Escaut     | Nord          | 50° 26′ 53″ N, 3° 35′ 32″ E     | Monument historique                                                                        |              |
| Beffroi de Comines                                 | Comines                | Nord          | 50° 45′ 55″ N, 3° 00′ 22″ E     | Beffrois de Belgique et de France Monument historique                                      |              |
| Beffroi de Douai                                   | Douai                  | Nord          | 50° 22′ 04″ N, 3° 04′ 50″ E     | Beffrois de Belgique et de France Monument historique                                      |              |
| Beffroi de l'hôtel de ville de Dunkerque           | Dunkerque              | Nord          | 51° 02′ 15″ N, 2° 22′ 36″ E     | Beffrois de Belgique et de France Monument historique                                      |              |
| Beffroi de Dunkerque                               | Dunkerque              | Nord          | 51° 02′ 08″ N, 2° 22′ 34″ E     | Beffrois de Belgique et de France Monument historique                                      |              |
| Beffroi d'Estaires                                 | Estaires               | Nord          | 50° 38′ 40″ N, 2° 43′ 19″ E     |                                                                                            |              |
| Beffroi de Gravelines                              | Gravelines             | Nord          | 50° 59′ 12″ N, 2° 07′ 34″ E     | Beffrois de Belgique et de France                                                          |              |
| Beffroi d'Hesdin                                   | Hesdin                 | Pas-de-Calais | à géolocaliser                  | Beffrois de Belgique et de France                                                          |              |
| Beffroi de la chambre de commerce de Lille         | Lille                  | Nord          | 50° 38′ 05″ N, 3° 05′ 31″ E     | Monument historique                                                                        |              |
| Beffroi de Lille                                   | Lille                  | Nord          | 50° 37′ 50″ N, 3° 04′ 11″ E     | Beffrois de Belgique et de France Monument historique                                      |              |
| Beffroi de Loos                                    | Loos                   | Nord          | 50° 36′ 55″ N, 3° 00′ 54″ E     | Beffrois de Belgique et de France Monument historique                                      |              |
| Beffroi de Merville                                | Merville               | Nord          | 50° 38′ 33″ N, 2° 38′ 19″ E     |                                                                                            |              |
| Beffroi de Pont-sur-Sambre                         | Pont-sur-Sambre        | Nord          | 50° 13′ 17″ N, 3° 50′ 46,9″ E   |                                                                                            |              |
| Beffroi de Saint-Pol-sur-Mer                       | Saint-Pol-sur-Mer      | Nord          | 51° 01′ 42,7″ N, 2° 21′ 06,5″ E |                                                                                            |              |
| Beffroi du Quesnoy                                 | Le Quesnoy             | Nord          | 50° 14′ 50,7″ N, 3° 38′ 18,2″ E |                                                                                            |              |
| Beffroi de l'hôtel de ville du Touquet-Paris-Plage | Le Touquet-Paris-Plage | Pas-de-Calais | 50° 31′ 11″ N, 1° 35′ 11″ E     | Classé MH (2014, Hôtel de ville)                                                           |              |
| Beffroi de la chambre de commerce de Tourcoing     | Tourcoing              | Nord          | 50° 43′ 15″ N, 3° 09′ 27″ E     |                                                                                            |              |
| Beffroi de l'hôtel de ville de Wambrechies         | Wambrechies            | Nord          | 50°41'13.3"N 3°03'08.7"E        |                                                                                            |              |

### Liste des beffrois disparus
| Beffroi                                                                 | Commune                | Département | Label et notes  | Illustration |
| ----------------------------------------------------------------------- | ---------------------- | ----------- | --------------- | ------------ |
| Beffroi de la halle échevinale de Lille (XIVe siècle) au (XVIIe siècle) | Halle échevinale Lille | Nord        | détruit en 1664 |              |